# Трестино (Удомельский район)
Трестино — деревня в Удомельском городском округе Тверской области.

## География
Деревня находится в северной части Тверской области на расстоянии приблизительно 8 км на восток по прямой от железнодорожного вокзала города Удомля.

## История
Дворов (хозяйств) было 11 (1958 год), 7 (1986), 6 (2000). В советский период истории работали колхозы«Твердый Путь», им. 1-й Пятилетки и совхоз «Труд». До 2015 года входила в состав Рядского сельского поселения до упразднения последнего. С 2015 года в составе Удомельского городского округа. Ныне имеет дачный характер.

## Население
Численность населения: 32 человека (1958 год), 8 (1986), 7 (2000), 4 (русские 100 %) в 2002 году, 1 в 2010.